# Élections législatives de 1876 en Gironde
Les élections législatives de 1876 ont eu lieu les 20 février et 5 mars 1876.

## Résultats à l'échelle du département
| Partis         | Partis                            | Premier tour | Premier tour | Deuxième tour | Deuxième tour | Sièges |
| Partis         | Partis                            | Voix         | %            | Voix          | %             | Sièges |
| -------------- | --------------------------------- | ------------ | ------------ | ------------- | ------------- | ------ |
|                | Union républicaine                | 41 572       | 28,04        |               |               | 3      |
|                | Bonapartistes                     | 34 728       | 23,43        | 13 472        | 37,06         | 4      |
|                | Gauche républicaine, Républicains | 31 984       | 21,58        | 13 663        | 37,59         | 3      |
|                | Orléanistes                       | 22 808       | 15,39        |               |               | 0      |
|                | Légitimistes, Clérical            | 12 160       | 8,20         | 0             |               |        |
|                | Extrême gauche                    | 4 986        | 3,36         | 4 907         | 13,50         | 0      |
|                | Centre gauche                     |              |              | 4 310         | 11,86         | 0      |
|                |                                   |              |              |               |               |        |
| Inscrits       | Inscrits                          | 202 429      | 100,00       | 52 921        | 100,00        | 10     |
| Votants        | Votants                           | 149 482      | 73,84        | 36 734        | 69,41         |        |
| Abstentions    | Abstentions                       | 52 947       | 26,16        | 16 187        | 30,59         |        |
| Blancs et nuls | Blancs et nuls                    | 1 244        | 0,83         | 382           | 1,04          |        |
| Exprimés       | Exprimés                          | 148 238      | 99,17        | 36 352        | 98,96         |        |

## Résultats par arrondissement

### Arrondissement de Bazas
| Candidats      | Candidats       | Étiquette      | Premier tour | Premier tour | Deuxième tour | Deuxième tour |
| Candidats      | Candidats       | Étiquette      | Voix         | %            | Voix          | %             |
| -------------- | --------------- | -------------- | ------------ | ------------ | ------------- | ------------- |
|                | Jérôme David    | Bonapartiste   | 6 101        | 49,90        | 7 576         | 56,14         |
|                | Élie Darquey    | Républicain    | 4 621        | 37,79        | 5 918         | 43,86         |
|                | Edgar Labrousse | Républicain    | 1 505        | 12,31        |               |               |
|                |                 |                |              |              |               |               |
| Inscrits       | Inscrits        | Inscrits       | 16 274       | 100,00       | 16 274        | 100,00        |
| Votants        | Votants         | Votants        | 12 310       | 75,64        | 13 564        | 83,35         |
| Abstention     | Abstention      | Abstention     | 3 964        | 24,26        | 2 710         | 16,65         |
| Blancs et nuls | Blancs et nuls  | Blancs et nuls | 83           | 0,67         | 70            | 0,52          |
| Exprimés       | Exprimés        | Exprimés       | 12 227       | 99,33        | 13 494        | 99,48         |

### Arrondissement de Blaye
| Candidats      | Candidats      | Étiquette      | Premier tour | Premier tour |
| Candidats      | Candidats      | Étiquette      | Voix         | %            |
| -------------- | -------------- | -------------- | ------------ | ------------ |
|                | Ernest Dréolle | Bonapartiste   | 8 575        | 64,86        |
|                | Georges Méran  | Orléaniste     | 4 645        | 35,14        |
|                |                |                |              |              |
| Inscrits       | Inscrits       | Inscrits       | 18 145       | 100,00       |
| Votants        | Votants        | Votants        | 13 292       | 73,25        |
| Abstention     | Abstention     | Abstention     | 4 853        | 26,75        |
| Blancs et nuls | Blancs et nuls | Blancs et nuls | 72           | 0,54         |
| Exprimés       | Exprimés       | Exprimés       | 13 220       | 99,46        |

### Arrondissement de Bordeaux

#### 1recirconscription
| Candidats      | Candidats         | Étiquette          | Premier tour | Premier tour |
| Candidats      | Candidats         | Étiquette          | Voix         | %            |
| -------------- | ----------------- | ------------------ | ------------ | ------------ |
|                | Léon Gambetta     | Union républicaine | 11 696       | 76,51        |
|                | Druilhet-Lafargue | Orléaniste         | 3 590        | 23,49        |
|                |                   |                    |              |              |
| Inscrits       | Inscrits          | Inscrits           | 23 942       | 100,00       |
| Votants        | Votants           | Votants            | 15 465       | 64,59        |
| Abstention     | Abstention        | Abstention         | 8 477        | 35,41        |
| Blancs et nuls | Blancs et nuls    | Blancs et nuls     | 179          | 1,16         |
| Exprimés       | Exprimés          | Exprimés           | 15 286       | 98,84        |

#### 2ecirconscription
| Candidats      | Candidats      | Étiquette           | Premier tour | Premier tour | Deuxième tour | Deuxième tour |
| Candidats      | Candidats      | Étiquette           | Voix         | %            | Voix          | %             |
| -------------- | -------------- | ------------------- | ------------ | ------------ | ------------- | ------------- |
|                | Louis Mie      | Extrême gauche      | 4 026        | 25,58        | 4 907         | 38,78         |
|                | Pierre Sansas  | Gauche républicaine | 3 974        | 25,25        | 7 745         | 61,22         |
|                | Jules Steeg    | Union républicaine  | 3 930        | 24,97        |               |               |
|                | Abbé Chavanty  | Clérical            | 2 849        | 18,10        |               |               |
|                | Pierre Delboy  | Extrême gauche      | 960          | 6,10         |               |               |
|                |                |                     |              |              |               |               |
| Inscrits       | Inscrits       | Inscrits            | 23 301       | 100,00       | 23 301        | 100,00        |
| Votants        | Votants        | Votants             | 15 843       | 67,99        | 12 887        | 55,31         |
| Abstention     | Abstention     | Abstention          | 7 458        | 32,01        | 10 414        | 44,69         |
| Blancs et nuls | Blancs et nuls | Blancs et nuls      | 104          | 0,66         | 235           | 1,82          |
| Exprimés       | Exprimés       | Exprimés            | 15 739       | 99,34        | 12 652        | 98,18         |

#### 3ecirconscription
| Candidats      | Candidats      | Étiquette          | Premier tour | Premier tour |
| Candidats      | Candidats      | Étiquette          | Voix         | %            |
| -------------- | -------------- | ------------------ | ------------ | ------------ |
|                | Bernard Dupouy | Union républicaine | 12 306       | 62,64        |
|                | Coignet        | Bonapartiste       | 7 340        | 37,36        |
|                |                |                    |              |              |
| Inscrits       | Inscrits       | Inscrits           | 27 965       | 100,00       |
| Votants        | Votants        | Votants            | 19 936       | 71,29        |
| Abstention     | Abstention     | Abstention         | 8 029        | 28,71        |
| Blancs et nuls | Blancs et nuls | Blancs et nuls     | 290          | 1,45         |
| Exprimés       | Exprimés       | Exprimés           | 19 646       | 98,55        |

#### 4ecirconscription
| Candidats      | Candidats                | Étiquette           | Premier tour | Premier tour |
| Candidats      | Candidats                | Étiquette           | Voix         | %            |
| -------------- | ------------------------ | ------------------- | ------------ | ------------ |
|                | Henri de Lur-Saluces     | Gauche républicaine | 10 917       | 53,97        |
|                | Joseph de Carayon-Latour | Légitimiste         | 9 311        | 46,03        |
|                |                          |                     |              |              |
| Inscrits       | Inscrits                 | Inscrits            | 27 334       | 100,00       |
| Votants        | Votants                  | Votants             | 20 459       | 74,85        |
| Abstention     | Abstention               | Abstention          | 6 875        | 25,15        |
| Blancs et nuls | Blancs et nuls           | Blancs et nuls      | 231          | 1,13         |
| Exprimés       | Exprimés                 | Exprimés            | 20 228       | 98,87        |

### Arrondissement de La Réole
| Candidats      | Candidats       | Étiquette          | Premier tour | Premier tour |
| Candidats      | Candidats       | Étiquette          | Voix         | %            |
| -------------- | --------------- | ------------------ | ------------ | ------------ |
|                | Robert Mitchell | Bonapartiste       | 7 703        | 57,02        |
|                | Armand Caduc    | Union républicaine | 5 807        | 42,98        |
|                |                 |                    |              |              |
| Inscrits       | Inscrits        | Inscrits           | 16 820       | 100,00       |
| Votants        | Votants         | Votants            | 13 666       | 81,25        |
| Abstention     | Abstention      | Abstention         | 3 154        | 18,75        |
| Blancs et nuls | Blancs et nuls  | Blancs et nuls     | 156          | 1,14         |
| Exprimés       | Exprimés        | Exprimés           | 13 510       | 98,86        |

### Arrondissement de Lesparre
| Candidats      | Candidats        | Étiquette      | Premier tour, | Premier tour, | Deuxième tour | Deuxième tour |
| Candidats      | Candidats        | Étiquette      | Voix          | %             | Voix          | %             |
| -------------- | ---------------- | -------------- | ------------- | ------------- | ------------- | ------------- |
|                | Pierre Clauzet   | Bonapartiste   | 5 009         | 48,56         | 5 896         | 57,77         |
|                | Eugène Avril     | Républicain    | 3 292         | 31,91         |               |               |
|                | Raoul Johnston   | Orléaniste     | 2 014         | 19,52         |               |               |
|                | Charles Duchatel | Centre gauche  |               |               | 4 310         | 42,23         |
|                |                  |                |               |               |               |               |
| Inscrits       | Inscrits         | Inscrits       | 13 346        | 100,00        | 13 346        | 100,00        |
| Votants        | Votants          | Votants        | 10 331        | 77,41         | 10 283        | 77,05         |
| Abstention     | Abstention       | Abstention     | 3 015         | 22,59         | 3 063         | 22,95         |
| Blancs et nuls | Blancs et nuls   | Blancs et nuls | 16            | 0,15          | 77            | 0,75          |
| Exprimés       | Exprimés         | Exprimés       | 10 315        | 99,85         | 10 206        | 99,25         |

### Arrondissement de Libourne

#### 1recirconscription
| Candidats      | Candidats       | Étiquette          | Premier tour | Premier tour |
| Candidats      | Candidats       | Étiquette          | Voix         | %            |
| -------------- | --------------- | ------------------ | ------------ | ------------ |
|                | Bernard Roudier | Union républicaine | 7 833        | 56,25        |
|                | Albert Piola    | Orléaniste         | 6 093        | 43,75        |
|                |                 |                    |              |              |
| Inscrits       | Inscrits        | Inscrits           | 17 090       | 100,00       |
| Votants        | Votants         | Votants            | 14 017       | 82,02        |
| Abstention     | Abstention      | Abstention         | 3 073        | 17,98        |
| Blancs et nuls | Blancs et nuls  | Blancs et nuls     | 91           | 0,65         |
| Exprimés       | Exprimés        | Exprimés           | 13 926       | 99,35        |

#### 2ecirconscription
| Candidats      | Candidats             | Étiquette           | Premier tour | Premier tour |
| Candidats      | Candidats             | Étiquette           | Voix         | %            |
| -------------- | --------------------- | ------------------- | ------------ | ------------ |
|                | Jean-Baptiste Lalanne | Gauche républicaine | 7 675        | 54,27        |
|                | Dufoussat             | Orléaniste          | 6 466        | 45,73        |
|                |                       |                     |              |              |
| Inscrits       | Inscrits              | Inscrits            | 18 212       | 100,00       |
| Votants        | Votants               | Votants             | 14 163       | 77,77        |
| Abstention     | Abstention            | Abstention          | 4 049        | 22,23        |
| Blancs et nuls | Blancs et nuls        | Blancs et nuls      | 22           | 0,16         |
| Exprimés       | Exprimés              | Exprimés            | 14 141       | 99,84        |